# Antonio Ciano
Antonio Ciano [Antonio Čiano], (* 9. dubna 1981 Torre del Greco, Itálie) je reprezentant Itálie v judu.

## Sportovní kariéra
Tento nevyzpytatelný Ital jakoby se jednoho dne rozhodl, že okusí svět profesionálního juda. V roce 2005 ve svých 24 letech začal objíždět světový pohár a vyhrávat medaile. Jenže na svoji šanci na mistrovském turnaji si musel počkat dobré čtyři roky. Reprezentační jedničkou v polostřední váhové kategorii byl Maddaloni a ten se s kariérou rozloučil až po olympijských hrách v Pekingu v roce 2008. V roce 2009 se tak konečně dočkal účasti na mistrovském podniku. Hned bral stříbrnou medaili na Evropě a výborně si počínal i na mistrovství světa, kde vybojoval 5. místo.
V dalších letech však mírně stagnoval, ale účast na olympijských hrách v Londýně mu neunikla. Jenže v prvním kole narazil na bojovně naladěného Němce Bischofa, kterému podlehl v boji na zemi.

## Výsledky
| Turnaj             | 2009 | 2010 | 2011 | 2012 |
| ------------------ | ---- | ---- | ---- | ---- |
| Olympijské hry     | -    | -    | -    | úč.  |
| Mistrovství světa  | 5.   | úč.  | úč.  | -    |
| Mistrovství Evropy | 2.   | úč.  | 7.   | úč.  |